# Toxic (2024)
Toxic (Originaltitel: Akiplėša, dt. etwa.: „unverschämter, grober, unhöflicher, schamloser Mensch“) ist ein litauischer Spielfilm von Saulė Bliuvaitė aus dem Jahr 2024. Das Drama erzählt vom perspektivlosen Leben zweier 13-jähriger Mädchen in einer heruntergekommenen Industriestadt, die beide von einer Modelkarriere träumen. Die Hauptrollen übernahmen die Laiendarstellerinnen Vesta Matulytė und Ieva Rupeikaitė. Das Werk wurde Mitte August 2024 beim Locarno Film Festival uraufgeführt, wo es unter anderem den Hauptpreis gewann.

## Handlung
Litauen in der Gegenwart: Die 13-jährige Marija wurde von ihrer Mutter zur Großmutter geschickt, wo sie vorübergehend leben soll. Ihr Zuhause befindet sich in einer trostlosen Industriestadt an einem Fluss. Marija ist großgewachsen und schlank, hinkt aber leicht. Die angeborene Gehbehinderung, sorgt dafür, dass sie an ihrer Schule von den anderen Mädchen gemobbt wird.
Vor allem die temperamentvolle Kristina hat es auf Marija abgesehen. Deren Familienleben ist zwar liebevoller, aber ihr Vater verbringt lieber mehr Zeit mit seiner korpulenten Freundin als mit ihr. Kristina stiehlt beim Umziehen Marijas Designerjeans aus dem Spind der Schwimmbad-Umkleide. Wenige Tage später begegnen sich die beiden Mädchen beim örtlichen Vorsprechen einer Modelagentur wieder. Dabei trägt Kristina Marijas Jeans übermütig zur Schau. Nachdem sich die beiden Mädchen im Regen auf der Straße um die Jeans geprügelt haben, entwickelt sich eine überraschend enge Freundschaft zwischen Marija und Kristina. Kristina ist mutiger und glaubt, auf der Straße mit ihrem cleveren Verhalten überleben zu können. Beide Mädchen beginnen, mit älteren Jungs abzuhängen, die ihnen nicht ohne Gegenleistung Zugang zu Alkohol und Drogen gewähren. Auch überredet Kristina Marija dazu, sich mit ihr bei einer unter den Schülerinnen beliebten Modelschule zu bewerben.
Um den Traum einer erfolgreichen Modelkarriere zu verwirklichen, legen Marija und Kristina unterschiedliche Strategien an den Tag. Marija versucht energisch ihr Hinken auf dem Laufsteg zu verstecken. Aufgrund ihres eigenwilligen Aussehens und ihrer Körpergröße wird sie von der der Leiterin des Modelkurses den anderen Teilnehmerinnen gegenüber vorgezogen, was zu Eifersüchteleien führt. Kristina versucht mit bestellten Bandwurmeiern aus dem Internet dünner zu werden. Überraschend muss sie feststellen, dass ihr Vater sein Auto verkauft hat, um ihr ein überteuertes Fotoshooting bezahlen zu können. Marija wird mit der unerwarteten Rückkehr ihrer Mutter konfrontiert, die sie wieder zu sich holen möchte. Sie denkt jedoch nicht daran, die Stadt zu verlassen.

## Hintergrund
Toxic ist das Spielfilmdebüt von Kurzfilmregisseurin und Drehbuchautorin Saulė Bliuvaitė (* 1994). Das Skript zum Film verfasste sie auf Basis ihrer eigenen Erfahrungen als Jugendliche. „Mit der Geschichte über junge Mädchen, die sich in toxischen Umgebungen behaupten müssen, wollte ich das Konzept des menschlichen Körpers erkunden – Körper als Projekt, Währung, Objekt der Begierde, Quelle von Schmerz und Magie“, so Bliuvaitė. Für die Hauptrollen von Marija und Kristina verpflichtete sie die im Kino noch unerprobten Darstellerinnen Vesta Matulytė und Ieva Rupeikaitė; die Besetzung der beiden Hauptdarstellerinnen dauerte rund zwei Jahre. Die Aufnahmen entstanden Mitte 2023 in der litauischen Hauptstadt Vilnius und in der zweitgrößten Stadt Kaunas.
Der Film wurde von Giedrė Burokaitė für die Gesellschaft Akis Bado produziert. Um die internationalen Rechte kümmert sich das spanische Unternehmen Bendita Film Sales.
Finanziell unterstützt wurde das Projekt vom Litauischen Filmzentrum mit über 139.000 Euro Fördersummen für Entwicklung und Produktion.

## Veröffentlichung und Rezeption
Die Premiere von Toxic erfolgte am 15. August 2024 im internationalen Wettbewerb des 77. Filmfestivals von Locarno.
Deutschsprachige Kritiker lobten Toxic nach seiner Uraufführung:
Laut dem unabhängigen Journalisten Michael Sennhauser werde der Film „seinem Titel mehr als gerecht“. Sowohl die Erfahrungen der Mädchen als auch der männlichen Jugendlichen „in einem Umfeld, das nur wenig Hoffnung und Abwechslung zu bieten“ hätte, seien „toxisch auf jeder Ebene“. Dennoch gelinge es Saulė Bliuvaitė „immer wieder Bilder voller Schönheit zu komponieren, im Kontrast zum eher scheusslichen Alltag“ stehen. Letztlich zeige Toxic, „wie menschenverachtende Traumformate wie Germanys Next Topmodel [sic] am Ende der Traumverwertungskette ankommen, was die Bilder und Vorstellungen anrichten und auslösen“, so Sennhauser.
Die nationale Nachrichtenagentur SDA bemerkte die „starken, von kühlen Farben geprägten Bildern“ mit der Regisseurin Bliuvaitė die die Verlorenheit der beiden Mädchen dokumentiere. Marija und Kristina würden in „ärmlichen, kleinen Kinderzimmern“ ihre Zeit totschlagen und von einer Welt träumen, „in der sie etwas bedeuten“.
Kathrin Hondl (tagesschau.de) rezensierte das Werk nach der Preisverleihung als „beeindruckende Film über den zerstörerischen Schönheitswahn junger Mädchen“. Neben Toxic gewann mit Drowning Dry (Sesės) von Laurynas Bareiša ein weiterer im internationalen Wettbewerb befindlicher litauischer Film zwei wichtige Juryauszeichnungen, weshalb Hondl die 77. Ausgabe von Locarno als „eine Entdeckung“ des Filmlands Litauen betitelte.
Toxic gewann in Locarno auch den Preis der Ökumenischen Jury, der von den kirchlichen Filmorganisationen SIGNIS und Interfilm vergeben wird. Die Jury unter Präsidentschaft des Iren Douglas Fahleson führte aus, dass der Film „den Kontrast zwischen jugendlichen Träumen und einer realen Welt, die diese jugendlichen Ideale zu ihrem Vorteil ausnutzt“, zeige. Toxic „werfe wichtige Fragen auf: Etwa wie man in menschlichen Beziehungen zwischen Wahrheit und Lüge unterscheide, wie man Manipulation und Missbrauch ablehne, insbesondere wenn man noch keine Lebenserfahrung hat. Im Grunde gehe es um die Frage, was die Gesellschaft jungen Menschen bieten könne“, so die Jury in ihrer Begründung zur Preisvergabe.

## Auszeichnungen
Für Toxic erhielt Saulė Bliuvaitė bei ihrer ersten Wettbewerbseinladung den Goldenen Leoparden, den Hauptpreis des Filmfestivals von Locarno, den sie sich mit Produzentin Giedrė Burokaitė teilte. Der Jury stand die österreichische Filmemacherin Jessica Hausner vor. Darüber hinaus gewann das Werk den Swatch First Feature Award für das beste Spielfilmdebüt, den Bliuvaitė ihren jungen Hauptdarstellerinnen widmete, sowie den Preis der Ökumenischen Jury. Einen zweiten Platz belegte der Film bei der Preisvergabe der Jugendjury, hinter Green Line von Sylvie Ballyot.